# Comandante Fernández megye
Comandante Fernández egy megye Argentínában, Chaco tartományban. A megye székhelye Presidencia Roque Sáenz Peña.

## Települések
A megye egyetlen nagyobb településből (Localidades) áll:
- Presidencia Roque Sáenz Peña

Kisebb települései (Parajes):